# Eugeen Callewaert

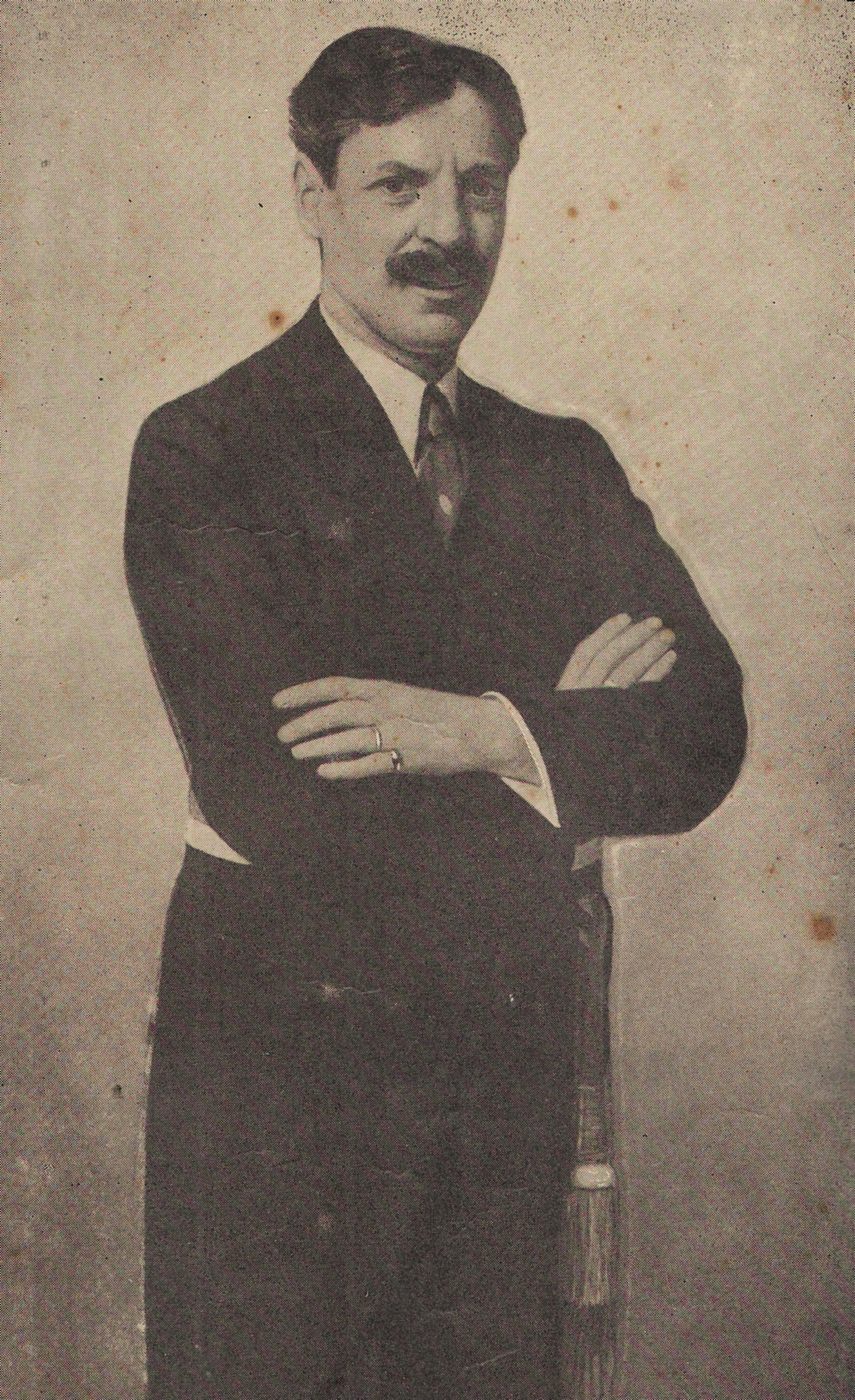
Callewaert, accordeonbouwer en politicus

Eugeen Callewaert (Lichtervelde,  9 juni 1894 – Wolfenbüttel, 15 juni 1944) was een Belgisch accordeonbouwer en politicus. Hij was burgemeester van Lichtervelde.

## Accordeonbouwer in WOI
Eugeen Callewaert bouwde na de Eerste Wereldoorlog de accordeonfabriek van zijn vader opnieuw op, en zou ze uitbaten tot in 1944. Zijn vader, Felix Callewaert (Zwevezele, 1862), huwde Emma Boone en begon de accordeonfabriek in Zwevezele. Omstreeks 1890 vestigde hij zich in Lichtervelde op de hoek van de Statiestraat en de Beverenstraat. Het spoorverkeer was voor zijn accordeons economisch interessant. Het Lichtervelds accordeon, of "De Callewaert", zou faam verwerven in de muziekwereld.
Velen kennen de gemeente Lichtervelde dankzij het Callewaertaccordeon, dat ook een "Lichterveldschen" genoemd wordt. Een exemplaar is tot op heden te zien in het muziekinstrumentenmuseum.
Tijdens de Eerste Wereldoorlog werd de accordeonfabriek volledig vernield, verloor de familie een zoon aan het front en overleed moeder Emma Boone als gevolg van een bombardement. De rest van de familie vluchtte naar Kuringen in Limburg, waar vader Felix Callewaert in 1918 overleed.

## Interbellum en WO II
Eugeen Callewaert werd tijdens het interbellum actief in de gemeentepolitiek en stelde zich kandidaat voor De Burgersgilde. Zijn stemmenaantal was zo goed dat hij in 1933 schepen werd, nadat schepen Depuydt ziek werd en ontslag nam op 25 september. Wanneer burgemeester Emiel Vermeesch-Dochy in 1937 overleed, werd Callewaert, enigszins tegen zijn zin, voorgedragen om hem op te volgen. In 1938 bevestigde de kiezer hem in die functie.
Toen de oorlog uitbrak, bleef Callewaert op post met zijn schepenen. In de loop van de oorlog werd de ene na de andere door de Duitse bezetters vervangen door een lokaal lid van de VNV. In 1942 werd Callewaert vervangen door Maurice Goddeeris. Tijdens de Tweede Wereldoorlog was Callewaert lid van het verzet. Dit werd ontdekt, hij werd opgepakt en afgezet.  Op 18 september en 19 september 1942 arresteerde de Duitse politie veertig Lichterveldenaars. Via het concentratiekamp Esterwegen komt Callewaert in 1944 samen met twaalf andere Lichterveldenaren in Wolfenbüttel terecht. Op 15 juni 1944 wordt hij onthoofd, samen met de Lichterveldenaars:
- Schepen dokter Debaeke
- Omer Vermandele
- Gabriël Dewaele
- Georges Baert
- Gerard Tanghe
- Albert Craeynest
- Gaston Maertens
- Theofiel Colpaert
- André Denolf
- Jules Hoorne
- Odiel Moyaert
- Hilaire Demeyer
- Marcel Vanderhaeghen uit Roeselare en
- twee Torhoutse verzetslieden.

## Beul
De naam van hun beul is bekend. Dat was Friedrich Hehr (Korb, 21 september 1879 - Hannover 30 juli 1952). Hij was beul van 1925 tot 1949 en heeft een pagina op de Duitse Wikipedia. Tijdens het nazitijdperk was hij betrokken bij de moord op honderden mensen. Na het einde van de Tweede Wereldoorlog werkte hij voor de Britse en Amerikaanse bezetter.

## Afscheidsbrieven
Op 15 juni 1944 schreven de dertien veroordeelden een afscheidsbrief. De geschriften zouden hun echtgenotes nooit bereiken. 
Toen de Amerikanen Wolfenbüttel bevrijdden, verdwenen de brieven in het staatsarchief van Potsdam. Na de val van de muur spoorde professor De Graeve (die wellicht publiceerde onder een pseudoniem, verbonden aan de universiteit van Gent) ze op. Hij schreef er in 1991 een lijvige studie over onder de titel 'Terminus Wolfenbüttel'. Van De Graeve valt niets te achterhalen, noch als inwoner van de gemeente Waarschoot waarvoor hij zich uitgaf, noch als lid van de universiteit van Gent.
Drie jaar lang lagen de Lichterveldenaren begraven op het Katholische Friedhof in Wolfenbüttel. Op 7 augustus 1947 werden zij ontgraven en na de repatriëring werd er op 24 augustus in Lichtervelde een heldenhulde gehouden.

## Repressie
Op 1 mei 1945 krijgen waarnemend burgemeester Gustaaf Colpaert en pastoor De Beir het bericht van de onthoofdingen. Lichtervelde is dan 8 maanden bevrijd. Ze brengen de families omzichtig op de hoogte maar kunnen de woede bij de Witte Brigade (afdeling opgericht in Lichtervelde op 6 december 1941) en het volk niet vermijden. De Torhoutse rijkswacht hield zich afzijdig en collaborateurs met pekelzonden worden opnieuw (Lichtervelde onderging een eerste repressiegolf bij de bevrijding in september 1944) aangehouden. In de Statiestraat, de Potteriestraat en op de markt worden inboedels kort en klein geslagen en in brand gestoken. De nachtelijke patrouilles van het Engelse leger doen de rust terugkeren

## Begrafenis
Op 23 juni 1945 is er ter nagedachtenis van de dertien een plechtige rouwdienst. Met de klemtoon op de eenheid in de rouw poogde pastoor De Beir de vrede in de gemeente te herstellen. Dat zou echter ijdele hoop zijn. Bij elke stemming in de gemeenteraad speelt nu, meer dan ooit tevoren, de zwart-wit tegenstelling. Het is het begin van wat burgemeester Gabriël Kindt, de 'vuile politiek' noemde. Eugeen Callewaert ligt niet begraven in het familiegraf, maar in de graftombe van de terechtgestelden op het einde van de middengang van het kerkhof in Lichtervelde. Eugeen Callewaert was gehuwd met Marie-Louise Casselman, die zijn burgemeestersambt in de naoorlogse periode op haar nam. Ze volgde in 1947 haar man op. Haar aanstelling was vooral een eerbetoon aan haar overleden echtgenoot. Ze was een van de eerste vrouwelijke burgemeesters in het land. Ze bleef burgemeester tot in 1966 en overleed in 1987 in Brugge. Zij werd bijgezet in het familiegraf.